# Jan Köhler (Politiker)
Jan Köhler (* 9. Juli 1975 in Bremen) ist ein bremischer Politiker (Bündnis 90/Die Grünen).

## Biografie

### Ausbildung und Beruf
Köhler studierte Rechtswissenschaft an der Universität Bremen und legte 2000 das Erste Juristische Staatsexamen ab. Es folgte das Referendariat im Bezirk des Oberlandesgerichtes Oldenburg, das er 2002 mit dem Zweiten Juristischen Staatsexamen abschloss.
Zum 1. Januar 2007 schied Köhler aus der Bremischen Bürgerschaft aus, trat in ein Beamtenverhältnis ein und absolvierte Köhler die Einführung in den höheren Dienst der Steuerverwaltung beim Finanzamt Bremen-Mitte. Anschließend arbeitete er bei der Senatorin für Finanzen. Im Mai 2009 wurde er Büroleiter des parteilosen Berliner Finanzsenators Ulrich Nußbaum.

### Politik
Köhler war 1990 bis 1995 im Vorstand der Gesamtschüler- und -schülerinnenvertretung Bremen. Von 1990 bis 1996 saß er im Bundesvorstand der Deutschen Jugendpresse. 1994 und 1995 war er  Bundesschüler- und -schülerinnensprecher.
Von 1995 bis 1999 war er Mitglied des Beirats Hemelingen und von 2002 bis 2003 Mitglied im Beirat Mitte. Von 1995 bis 1997 war Köhler stellvertretender Bundesvorsitzender Junge Europäische Föderalisten. Er ist seit 1995 im Landesvorstand Junge Europäische Föderalisten Bremen und im Landesvorstand der Europa-Union in Bremen.
Am 10. Juni 2003 wurde Jan Köhler Mitglied der Bremischen Bürgerschaft. Dort war er in den Ausschüssen für Informations- und Kommunikationstechnologie und Medienangelegenheiten, für Haushalts- und Finanzen, für Rechnungsprüfung, für Verfassung und Geschäftsordnung, im Rechtsausschuss, im Richterwahlausschuss, im Polizeikontrollausschuss, im nichtständigen Ausschuss zur Überprüfung einer Wahlrechtsnovellierung, in den Betriebsausschüssen Fidatas Bremen, Justizdienstleistungen und  Performa Nord sowie im Untersuchungsausschuss zur Aufklärung von Schädigungen der kommunalen Krankenhäuser vertreten.
Zum 1. Januar 2007 ist Köhler aus der Bremischen Bürgerschaft ausgeschieden, weil er in ein Beamtenverhältnis eingetreten ist.